# Кам, Элли
Элли Кам, (англ. Ellie Kam; род. 20 декабря 2004 года) — американская фигуристка, выступающая в парном катании с Дэнни О'Ши. Они — бронзовые призёры чемпионата четырёх континентов (2024), чемпионы США (2024). 
По состоянию на 13 мая 2025 года пара Кам / О'Ши занимает 8-е место в рейтинге Международного союза конькобежцев (ИСУ).

## Биография
Элли Кам родилась 20 декабря 2004 года.

## Карьера

### Ранние годы
Элли выступала в парном катании с Яном Мейхом. Вместе они прошла квалификацию на юниорский чемпионат США, но впоследствии они снялись с соревнований. Их пара распалась в середине 2022 года, после того как они дважды выступили на клубных соревнованиях на взрослом уровне. Позже она охарактеризует свою работу с Мейхом как «удивительный опыт», добавив: «С Яном я научилась всему в парном катании».

### 2022/2023: первый сезон с Дэнни О'Ши

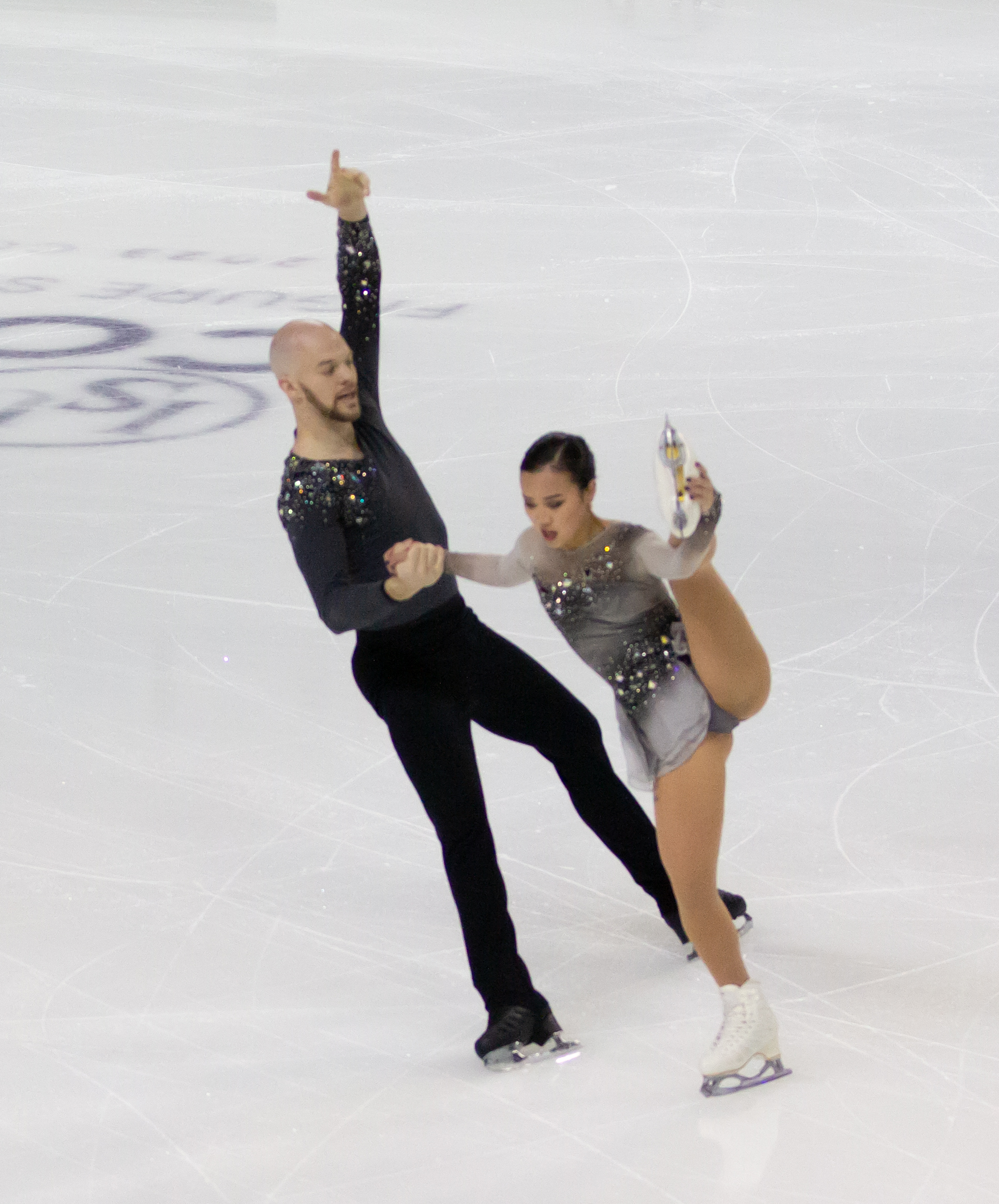
Чемпионат четырёх континентов (2023)

Элли встала в пару с ветераном парного катания Дэнни О'Ши, который ранее выступал в качестве консультанта в её тренировочном лагере. Изначально они начали кататься вместе по предложению её тренера, чтобы поддерживать её навыки на практике. 
Осенью они дебютировали на международном турнире на Ice Challenge, где выиграли золотую медаль. Затем они дебютировали на турнире серии «Челленджер» Golden Spin в Загребе, завоевав серебряную медаль. 
В январе 2023 года Элли и Дэнни выступили на национальном чемпионате. После первого дня соревнований они шли на третьем месте. Они начали свою произвольную программу с падения Элли на тройной подкрутке, но это не помешало им удержаться на третьем месте. 
Оказавшись на подиуме чемпионата США, Кам / О'Ши были отправлены на чемпионат четырёх континентов, который пройдёт в их домашнем тренировочном центре в Колорадо-Спрингс. Они заняли седьмое место в короткой программе, но пятое место в произвольной программе подняло их на шестое место в общем зачёте. Элли и Дэнни завершили сезон на чемпионате мира в Сайтаме, где заняли двенадцатое место.

### 2023/2024: золото чемпионата США, бронза чемпионата четырёх континентов

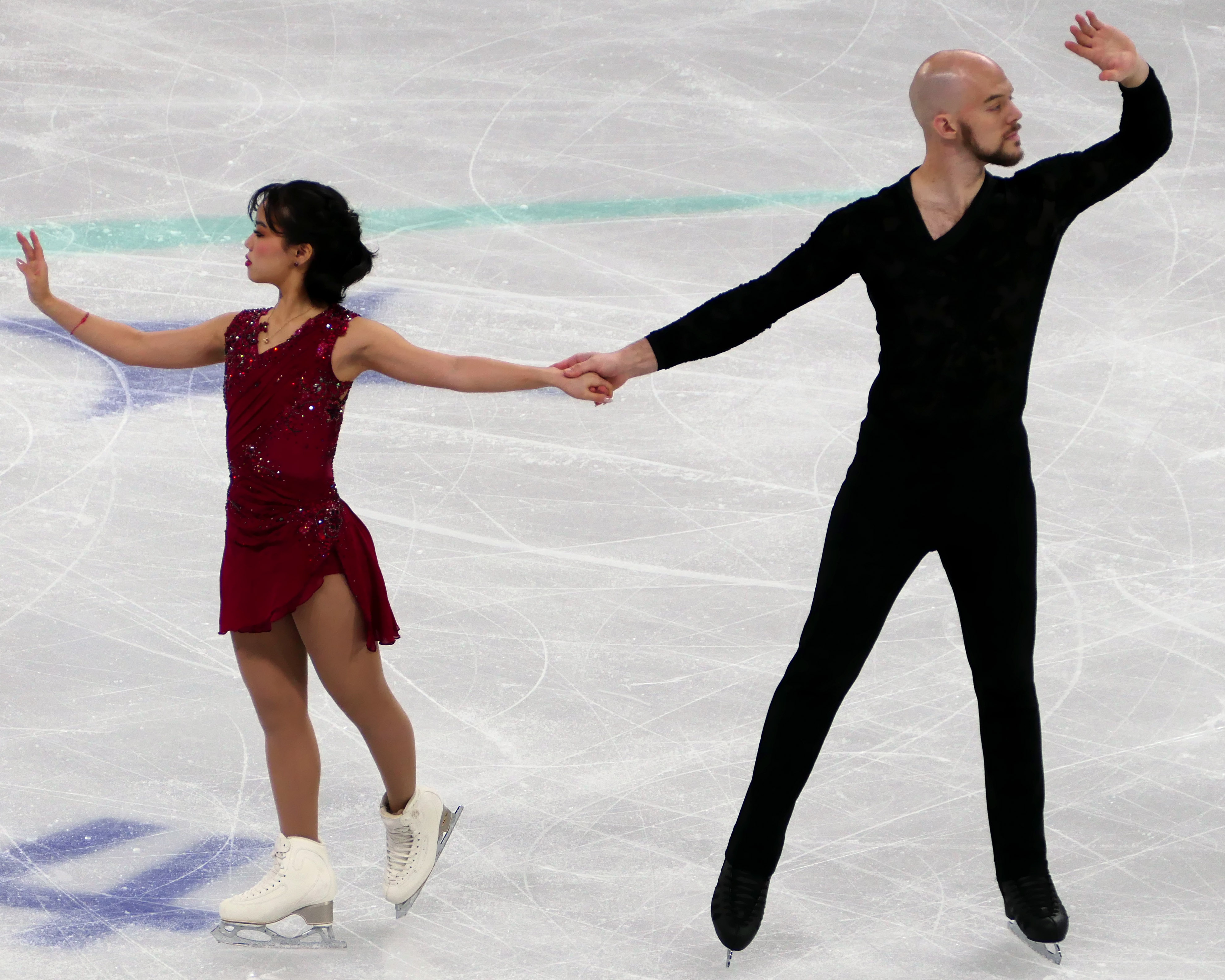
Элли и Дэнни на чемпионате мира (2024)

Кам и О'Ши начали сезон с победы на турнире Finlandia Trophy. В ноябре пара дебютировала на этапе Гран-при во Франции. Они стали пятыми в короткой программе, но были вынуждены сняться с произвольной, так как Элли получила травму на тренировке. Несмотря на это, Кам и О'Ши смогли принять участие во втором Гран-при в Эспоо, заняв там шестое место. 
На чемпионате США Элли и Дэнни заняли второе место в короткой программе с результатом 64,57 балла, причем Кам испытывала трудности с приземлением с выброса, а О'Ши приземлил прыжок на две ноги. Лидеры короткой программы Чан и Хоу снялись до начала произвольной программы. Кам и О'Ши стали вторыми в произвольной программе, уступив Ефимовой и Митрофанову, но по итогам двух программ они оказались на первом месте, обойдя конкурентов на 0,85 балла. О'Ши с энтузиазмом сказал, что «быть первыми — это потрясающе», отметив при этом, что есть возможности для улучшения их выступления, в частности, продолжающиеся трудности с приземлением выброса. 
Через неделю американская пара отправилась в Шанхай на чемпионат четырёх континентов. В короткой программе они заняли четвёртое место, в произвольной Элли и Дэнни стали вторыми, что привело их к итоговой бронзовой награде. 
На чемпионате мира в Монреале Кам упала с тройного выброса, но остальные элементы пара сделала чисто, и они заняли десятое место в первый день соревнований. О'Ши сказал, что «приятно видеть, что с падением — довольно большой ошибкой — мы всё равно получаем лучший результат сезона. Это означает, что другие вещи, над которыми мы работали, улучшаются, и судьи начинают видеть это».  Трудности с прыжками и выбросами продолжились в произвольной программе, и Кам / О'Ши опустились на одиннадцатое место в итоговой турнирной таблице.

### 2024/2025: медали Гран-при
Кам и О'Ши начали свой сезон, участвуя на турнирах серии «Челленджер». Они выиграли золото на соревнованиях John Nicks Pairs Competition и бронзу на Nebelhorn Trophy. Далее пара выступила этапе Гран-при Skate America, где завоевала серебро, показав лучший личный результат в произвольной программе и за итоговую сумму баллов. На NHK Trophy Элли и Дэнни завоевали вторую медаль этапов Гран-при, что позволило им в итоге попасть в финал коммерческой серии. В Гренобле, где проходил финал, американцы заняли пятое место.
Выступая на чемпионате США в качестве действующих чемпионов, Кам и О'Ши выиграли короткую программу, показав чистое катание. Их результат в 77,19 балла дал им преимущество в восемь баллов над Чан / Хоу, которые занимали второе место. Однако полная ошибок произвольная программа, включавшая падение с поддержки в дополнение к проблемам с прыжками и выбросами, принесла им пятое место в этом сегменте, опустившись на итоговое третье место. О'Ши поклялся использовать неудачу с поддержкой как «мотивацию. Я очень зол на себя. Я знаю, что я намного лучше этого, и в следующий раз я выступлю лучше». 
На чемпионате четырёх континентов в Сеуле американские фигуристы заняли второе место в короткой программе, завоевав малую серебряную медаль. В их произвольной программе снова было несколько ошибок на прыжках и выбросах, в результате чего они опустились на четвёртое место, отстав на 1,46 балла от бронзовых призёров Перейры / Мишо из Канады.
Менее чем за 48 часов до того, как Дэнни должен был отправиться в Бостон на домашний чемпионат мира, он не смог кататься. 22 марта тренер Дрю Микинс сказал, что О'Ши повредил ногу во время тренировки вне льда. Дэнни оказали интенсивную медицинскую помощь, включая «обезболивающую инъекцию, которая используется в других профессиональных видах спорта, таких как футбол, для спортсменов с похожими травмами», заявил тренер пары. Через два дня Элли и Дэнни на тренировке полностью откатали свою программу и были допущены американской федерацией к соревнованиям. На чемпионате мира разыгрывались первые олимпийские путёвки и целью Кам / О'Ши вместе с Ефимовой и Митрофановым привезти американской сборной три квоты. Элли и Дэнни в итоге стали седьмыми, а их коллеги по сборной шестыми, что даёт американской сборной шанс привезти три пары на зимние Олимпийские игры, которые через год пройдут в Милане. После окончания соревнований О'Ши отправился в больницу в Бостоне на обследование. У Дэнни выявили сильный перелом пятой плюсневой кости и ему была сделана операция.

## Программы
(с Д. О'Ши)
| Сезон     | Короткая программа                                                             | Произвольная программа | Показательные |
| --------- | ------------------------------------------------------------------------------ | --- | --- |
| 2024/2025 | - Rain, in Your Black Eyes Эцио Боссо хореография Дрю Микинс                   | - Concealed Passion Audiomachine - Stand by Me Бен И Кинг в исполнении Florence and the Machine хореография Мари-Франс Дюбрей | - Uptown Funk Марк Ронсон ft. Бруно Марс - Cupid (Twin Version) Fifty Fifty - On the Floor Дженнифер Лопез ft. Pitbull - Give Me Everything Pitbull ft. Ne-Yo, Afrojack, Nayer - Shake Señora Pitbull ft. T-Pain и Sean Paul |
| 2023/2024 | - East of Eden Ли Холдридж хореография Дрю Микинс                              | - Под покровом ночи - Exhibition - Wayward Sisters - Table for Two Абель Коженёвский хореография Дрю Микинс                   | - Uptown Funk Марк Ронсон ft. Бруно Марс |
| 2022/2023 | - The Prayer в исполнении Шарлотты Чёрч и Джоша Гробана хореография Дрю Микинс | - Под покровом ночи - Exhibition - Wayward Sisters - Table for Two Абель Коженёвский хореография Дрю Микинс                   | |

## Спортивные достижения

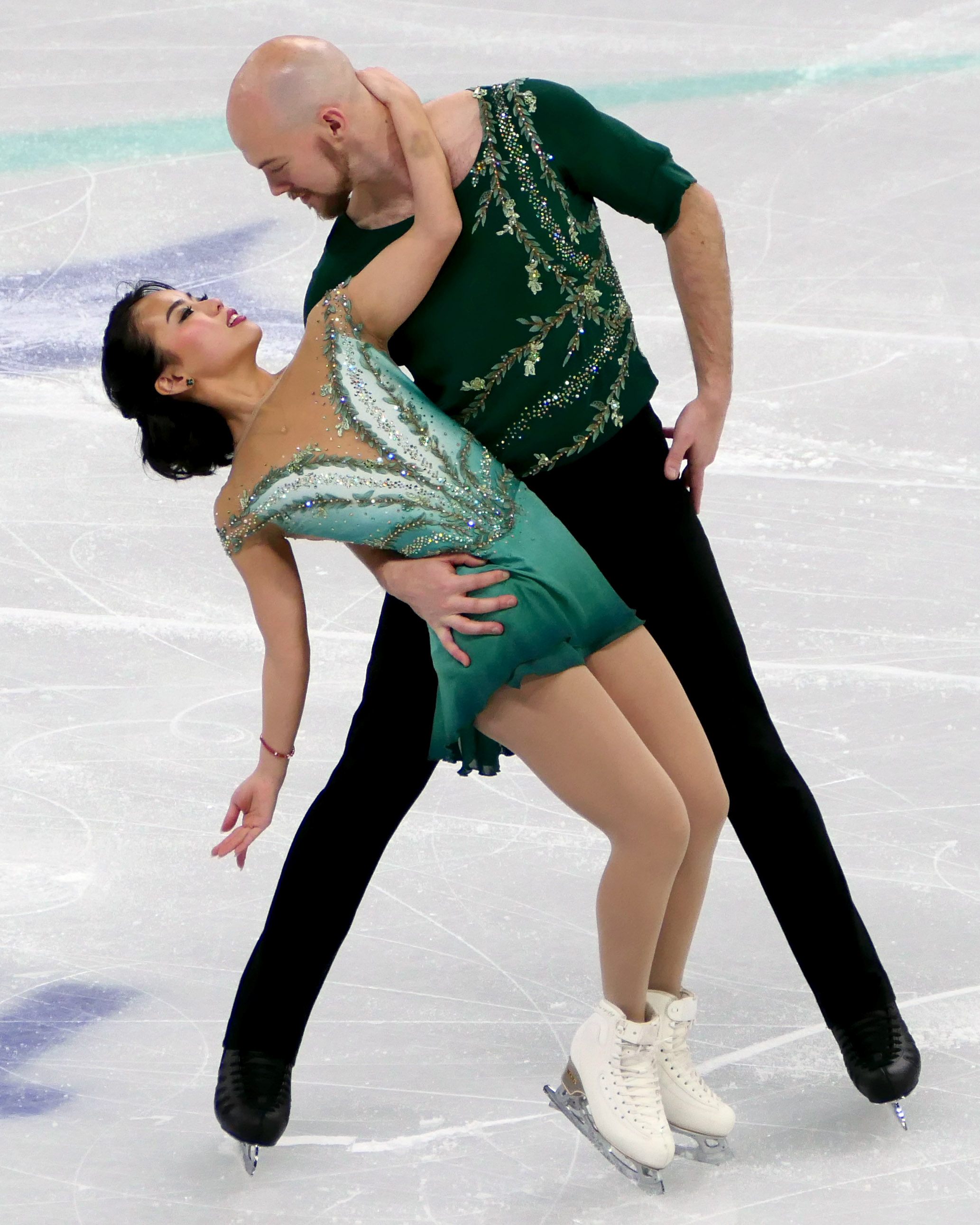
Кам и О'Ши на чемпионате мира (2024)

(с Дэнни О'Ши)
| Соревнования                        | 22/23         | 23/24         | 24/25         |
| Международные                       | Международные | Международные | Международные |
| ----------------------------------- | ------------- | ------------- | ------------- |
| Чемпионат мира                      | 12            | 11            | 7             |
| Чемпионат четырёх континентов       | 6             | 3             | 4             |
| Финал Гран-при                      |               |               | 5             |
| Этапы Гран-при: Skate America       |               |               | 2             |
| Этапы Гран-при: NHK Trophy          |               |               | 3             |
| Этапы Гран-при: Grand Prix of Espoo |               | 6             |               |
| CS Finlandia Trophy                 |               | 1             |               |
| CS Nebelhorn Trophy                 |               |               | 3             |
| CS John Nicks Pairs                 |               |               | 1             |
| CS Golden Spin of Zagreb            | 2             |               |               |
| Ice Challenge                       | 1             |               |               |
| Национальные                        |               |               |               |
| Чемпионат США                       | 3             | 1             | 3             |